# 佛光緣美術館
佛光緣美術館是佛光山旗下的跨國美術館，正式成立於1994年1月，開始運作是在1994年2月，創辦人為釋星雲法師。以佛光山四大宗旨中的「以文化弘揚佛法」作為經營宗旨。成立起源是為籌措在宜蘭縣礁溪鄉林美山創辦佛光大學所需之新台幣13億元經費而做的義賣。由於源頭是來自於佛光大學，因此以「佛光緣」為名。

## 歷史
- 1969年，星雲大師於各處弘法時，常常留心佛教文物的蒐集，為讓參觀叢林學院的信眾也能觀賞佛教藝術之美，認識各國佛像之不同，當時佛光山尚未興建任何美術收藏的地方，因此於佛光山叢林學院寶藏堂成立「佛教文物展示」，但因早期迫於經濟窮困，星雲大師往往在旅行中省下飯錢以充購買佛教文物的費用；並為了節省運費，忍受手痠腿麻之苦，親自將石雕佛像捧回，甚至因此遭受同道譏議，認為他是在「跑單幫」經營生意，但法師不以辯解。
- 1982年，星雲大師興建「佛光山文物陳列館」(後更名為「佛光山寶藏館」)，藉由陳列佛教文物、字畫、法器等作品，實踐另一種以文物說法佈教的方式。佛教與美術的結合，即以佛教為體，美術為用，共同對生命的方向與過程具體的思想展示。「佛教與藝文合一」，將佛教與藝術結合，是佛光山道場設立的重要目標。
- 1984年起，陸續成立佛光緣美術館，佛光緣美術館成立的原因，無不是期望以文化會友，接引更多人來學佛，將佛法藝文化展現出。並興建「佛光山文物展覽館」。
- 2002年於佛光山正式成立「佛光緣美術館總部」，以統籌世界各館之整體規畫、佈展及營運。
- 2003年於佛光山後方土地成立「佛陀紀念館」。

## 現任執行長
如常法師
- 佛光大學藝術學研究所碩士畢業，隨即銜命成立佛光緣美術館總部，擔任佛光緣美術館總部執行長。2006年為佛光緣美術館總館長至今，為全球佛光緣美術館25分館總館長，整合佛光山轄下展覽事業，積極規劃建立標準作業、審查制度、資源整合與人力培訓等管理程序，完成佛光緣美術館營運架構。
- 2003年肩負《世界佛教圖說大辭典》總主編，2011年奉命接任佛光山文教基金會執行長，2013年奉命擔任佛光山佛陀紀念館館長迄今，2016年任南華大學宗教學系副教授。

## 全球各分館

### 台灣
- 佛光緣美術館宜蘭館 （页面存档备份，存于）
- 佛光緣美術館台北館 （页面存档备份，存于）
- 佛光緣美術館台中館 （页面存档备份，存于）
- 佛光緣美術館彰化館 （页面存档备份，存于）
- 佛光緣美術館台南館 （页面存档备份，存于）
- 佛光緣美術館高雄館 （页面存档备份，存于）
- 佛光緣美術館總館 （页面存档备份，存于）
- 佛陀紀念館
- 佛光緣美術館屏東館 （页面存档备份，存于）

### 全球
- 佛光緣美術館香港館 （页面存档备份，存于）
- 佛光緣美術館馬來西亞東禪館 （页面存档备份，存于）
- 佛光緣美術館馬尼拉館 （页面存档备份，存于）
- 佛光緣美術館中國大覺寺美術館 （页面存档备份，存于）
- 蘇州嘉應會館美術館 （页面存档备份，存于）
- 揚州鑑真圖書館美術館 （页面存档备份，存于）
- 上海星雲文教館美術館 （页面存档备份，存于）
- 佛光緣美術館美國西來館 （页面存档备份，存于）
- 佛光緣美術館巴黎館 （页面存档备份，存于）
- 佛光緣美術館澳洲南天館 （页面存档备份，存于）
- 佛光緣美術館紐西蘭一館 （页面存档备份，存于）
- 佛光緣美術館紐西蘭二館 （页面存档备份，存于）

## 外部連結
- 佛光緣美術館 （页面存档备份，存于）